# Gibbon (Nebraska)
Gibbon is een plaats (city) in de Amerikaanse staat Nebraska, en valt bestuurlijk gezien onder Buffalo County.

## Demografie
Bij de volkstelling in 2000 werd het aantal inwoners vastgesteld op 1759.
In 2006 is het aantal inwoners door het United States Census Bureau geschat op 1775, een stijging van 16 (0,9%).

## Geografie
Volgens het United States Census Bureau beslaat de plaats een oppervlakte van
2,2 km², geheel bestaande uit land.

## Geboren in Gibbon
- Dick Cavett (19 november 1936), Amerikaanse talkshowpresentator

## Plaatsen in de nabije omgeving
De onderstaande figuur toont nabijgelegen plaatsen in een straal van 24 km rond Gibbon.